# ريتشموند والر
ريتشموند والر (26 يوليو 1879 في المملكة المتحدة - 28 يونيو 1950 في المملكة المتحدة) (بالإنجليزية: Richmond Waller)‏ هو لاعب كريكت بريطاني وبريطاني (وحمل سابقاً جنسية المملكة المتحدة لبريطانيا العظمى وأيرلندا).

## وصلات خارجية
- ريتشموند والر على موقع إي آس بي آن كريك إنفو (الإنجليزية)